# Ritterella multistigmata
Ritterella multistigmata är en sjöpungsart som beskrevs av Kott 1992. Ritterella multistigmata ingår i släktet Ritterella och familjen klumpsjöpungar. Inga underarter finns listade i Catalogue of Life.